# Hygrochroa moresca
Hygrochroa moresca är en fjärilsart som beskrevs av William Schaus 1905. Hygrochroa moresca ingår i släktet Hygrochroa och familjen silkesspinnare. Inga underarter finns listade i Catalogue of Life.